# Сіліцка Брезова
Сіліцка Брезова (словац. Silická Brezová) — село в окрузі Рожнява Кошицького краю Словаччини, історична область Гемера. Площа села 13,37 км². Станом на 31 грудня 2016 року в селі проживало 157 жителів.

## Історія
Перші згадки про село датуються 1399 роком.

## Населення
| Рік:            | 1994. | 2004.   | 2014.    | 2024.    |
| --------------- | ----- | ------- | -------- | -------- |
| Кількість осіб: | 210   | 193     | 159      | 130      |
| Різниця:        |       | -8,09 % | -17,61 % | -18,23 % |

| Рік:            | 2023. | 2024. |
| --------------- | ----- | ----- |
| Кількість осіб: | 130   | 130   |
| Різниця:        |       | +0 %  |